# Емил фон Беринг
Вижте пояснителната страница за други личности с името Беринг.
 Емил Адолф фон Беринг (на немски: Emil Adolf von Behring), роден Адолф Емил Беринг, е германски физиолог, бактериолог, имунолог и първият носител на Нобеловата награда за физиология или медицина през 1901 г.

## Произход и образование (1854 – 1881)
Роден е на 15 март 1854 година в Хансдорф, Прусия (днес Лавице, Полша), най-голямото от 12-те деца на учителя Август Георг Беринг и втората му съпруга Августина Цех. Учи в гимназията в Хонщайн, Източна Прусия, където проявява интерес към медицината. Семейството му не може да си позволи да го изпратят да учи във висше медицинско заведение, затова през 1874 Беринг се записва във Военно-медицинския колеж в Берлин, където се подготвят безплатно бъдещи военни хирурзи. Завършва колежа през 1874 г. Две години по-късно полага държавни изпити по медицина, а през 1881 е назначен за асистент-хирург в Позен (днес Познан, Полша).

## Служба в пруската армия (1881 – 1889)
След като получава медицинско образование, Беринг трябва да служи в пруската армия до 1889 г. По време на службата си в кавалерийския полк в Позен и като лекар на батальона, разквартируван във Волау, Беринг проявява интерес към използването на дезинфекциращи средства в бойни условия за лечение на инфекциозни заболявания, особено към йодоформа, който се използва за лечение на рани и сифилистични язви. Първоначалните изследвания на йодоформа го довеждат до извода, че съединението е ефективен антисептик, т.е. неутрализатор на бактериалните отрови.
През 1883 г. Беринг е преместен във Винциг, Силезия. След четири години постъпва в Бонския фармакологичен институт, където продължава изследванията си в областта на дезинфекциращите средства. По-късно, през 1888 г., той постъпва на полудневна работа в Института по хигиена в Берлин, който се ръководи от Роберт Кох. След демобилизацията си през 1889 г. Беринг работи в института като изследовател.

## Научна дейност (1889 – 1914)

### Тетанус и дифтерия
По това време изследванията на Беринг са съсредоточени върху изучаването на тетануса и дифтерията, тогава широко разпространени и често водещи до смърт, въпреки че болните са инфектирани от относително малко количество бактерии. Освен това главните им симптоми (поражение на нервната система при тетануса и поражение на сърдечно-съдовата система при дифтерита) не зависят от мястото на инфектиране. Беринг пръв изтъква, че тежките клинични прояви не се дължат пряко на причинителите, а на отделяните от тях токсини.
През 1890 г., в Института по хигиена, в сътрудничество с японския учен Сибасабуро Китасато, Беринг установява, че серумът на опитни животни, предварително инжектирани с бактерийни култури или токсини, има лечебно действие срещу съответните инфекции. На основата на тези данни създава антитоксични серуми против тетанус и дифтерия.
През 1894 г. Беринг напуска Института по хигиена и се премества отначало в университета в Хале, а на следващата година – в Марбургския университет. Въпреки успешното използване на дефтеритния антитоксин за лечението на деца, смятани предварително за смъртно болни (за което започнали да наричат Беринг „изцелителя на деца“), използването му продължавало да се съпровожда от сериозен проблем, които никак не можел да бъде решен: антитоксинът предизвиквал пасивен имунитет (антителата, съдържащи се в серума, се образували в клетките на животни, а не на самия пациент). Ето защо антитоксинът осигурявал имунитет само за кратко време и трябвало да се вкарва колкото се може по-скоро след инфекцията. Когато се появявали симптомите на дифтерита, често вече било късно да се лекува с антитоксин и това водело до смъртта на пациента.
Беринг продължава да изследва дифтерита в продължение на няколко следващи десетилетия, докато не създава през 1913 г. ваксина, която да осигурява продължителен активен имунитет срещу болестта.

### Нобелова награда и изследване на туберкулозата
През 1901 г. става първия лауреат на Нобелова награда за физиология или медицина „за работата му върху серумната терапия, специално за прилагането и при дифтерия, с което отваря път за медицинската наука и дава на лекарите победоносно средство против болестта и смъртта“.
По времето, когато получава Нобеловата награда, Беринг преминава от изследването на тетануса и дифтерията към изучаването на туберкулозата. Тогава туберкулозата е една от седемте най-разпространени болести със смъртен изход и затова много бактериолози, включително и Роберт Кох, се опитват да получат ваксина за лечението и. В продължение на няколко години Беринг се опитва да създаде туберкулозен антитоксин, но претърпява неуспех. Значителна част от изследванията му са посветени на изучаването на взаимната връзка между туберкулозата на човека и едрия рогат добитък. Той смята, че двете болести са идентични и тази гледна точка го довежда до конфликт с Кох.

## Последни години (1914 – 1917)
По време на Първата Световна Война създадената от Беринг противотетанусна ваксина помага да се запази живота на много немски войници и затова правителството на Германия го награждава с Железен кръст.
По-късно Беринг счупва бедрото си, което довежда до образуване на лъжлива става и ограничава способността му да се придвижва. На 31 март 1917 година умира от скоротечна пневмония в Марбург, Германия, на 63-годишна възраст.

## Личен живот
Беринг няма много близки приятели и последователи. През целия си живот изпада в продължителни и дълбоки депресии, което налага периодични лечения в санаториум. През 1896 г. Беринг се жени за Елзе Спинола, дъщеря на един от директорите на Берлинската болница, от която има шест деца.
Неговият нобелов медал е изложен в Музея на червения кръст и червения полумесец в Женева.